# Chiesa di San Pietro (Lonate Ceppino)
La chiesa di San Pietro, detta del Consacrato, è una chiesa di Lonate Ceppino, in provincia di Varese, risalente al XII secolo. Sorge sul ciglio del costone che, a ovest, si affaccia sul fiume Olona e la sua valle. Fu intorno a questa chiesa che sorse il primo nucleo abitato del paese.
La prima testimonianza scritta dell'esistenza della chiesa si trova in un documento datato 7 maggio 1144, con il quale tale Bonifacio, figlio di Enrico di Caidate, elargì una donazione alla chiesa in cambio di celebrazioni di uffici a suffragio della sua anima al momento della sua morte.
La chiesa è costituita da due nuclei di epoche differenti, uno più antico a sud, e uno più recente a nord.
Intorno al 1755 il pittore di Busto Arsizio Biagio Bellotti realizzò le decorazioni della cappella destra della chiesa: la cupola semiellittica con l'Esaltazione della Croce e i quattro pennacchi con altrettante Allegorie di Virtù (Amor divino, Sapienza, carità e una quarta figura, rovinatasi e divenuta illeggibile). Lo stesso pittore dipinse una Deposizione nella cappella del "mortorio", che col tempo si è fortemente deteriorata.